# Pohijo (Margoyoso)
Pohijo is een bestuurslaag in het regentschap Pati van de provincie Midden-Java, Indonesië. Pohijo telt 2499 inwoners (volkstelling 2010).